# Andy Gray
Andrew Fortescue Mullen Gray (Glasgow, 30 november 1955) is een Schots voormalig voetballer en televisiepresentator.
Gray speelde als aanvaller voor verschillende clubs in Schotland en Engeland en was tevens international. Daarna was hij analist voor Sky Sports en ook werkzaam als presentator van Last Word Andy Gray's. In januari 2011 werd hij samen met collega Richard Keys ontslagen naar aanleiding van een onderzoek naar drie gevallen waarin hij werd gefilmd tijdens het maken van seksistische opmerkingen buiten de uitzending.

## Erelijst
Everton
- First Division

1985
- FA Cup

1984
- Europacup II

1985
 Rangers FC
- Scottish Premier League

1989